# Let Kunovice
La Let Kunovice, ora denominata Let Aircraft Industries, è un'azienda aeronautica ceca, precedentemente cecoslovacca, fondata nel 1936, e specializzatasi negli anni nella produzione di velivoli ad uso civile, militare ed alianti.

## Strategia
- 2013 - il pacchetto di maggioranza delle azioni della Let Kunovice è stato acquisito dalla Compagnia Mineraria Metallurgica degli Urali S.p.A. (in russo: ОAO Уральская горно-металлургическая компания).
- 2014 - la Fabbrirca Aircraft Industries a Kunovice ha prodotto 16 Let L 410UVP-E20 motorizzati con due Walter M601E oppure due GE Aviation Н80-200.[1][2][3]
- 2016 - a Ekaterinburg sono partiti i lavori di costruzione della nuova sezione della Fabbrica dell'Aviazione Civile degli Urali (in russo: Уральский завод гражданской авиации)[4] sulla commissione della statale Oboronprom per la costruzione degli aerei Let L 410UVP-E20. La capacità produttiva dell'impianto prevista è di 20 aerei/anno.[5]

## Produzione attuale

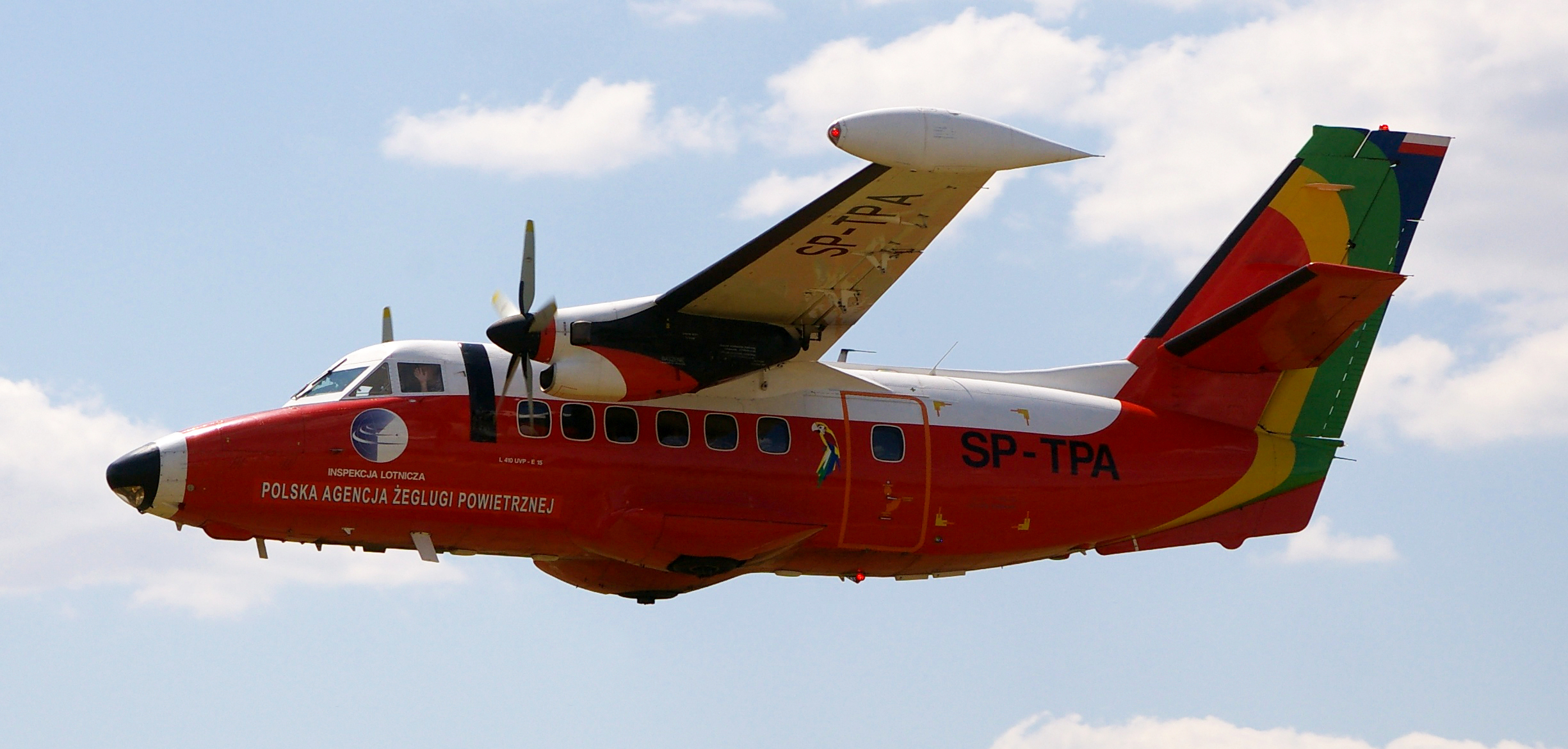
Let L-410UVP-E

- L 410 UVP-E20 / L 420
- L 13 AC Blaník
- L 23 Super Blaník
- L 33 Solo